# Улица Вакуленчука (Санкт-Петербург)
Улица Вакуленчука́ — улица на Крестовском острове в Петроградском районе Санкт-Петербурга. Проходит от Петроградской до Депутатской улицы.

## История
Первоначально с 1893 по 1915 годы проезд входил в состав Петербургской улицы. Параллельно с этим назывался Сергиевский проспект (1900—1929, по имени князя Сергея Константиновича Белозерского-Белосельского, владельца Крестовского острова) и Сергиевская улица.
Переименована в улицу Вакуленчука 23 июля 1939 года в честь Г. Н. Вакуленчука, одного из руководителей восстания на броненосце «Потёмкин» в 1905 году, в ряду улиц, наименованных в ознаменование Дня Военно-морского флота.

## Достопримечательности
- Утришский дельфинарий
- № 4 — доходный дом О. П. Строковской. Здание в готическом стиле, чертежи датируются 1906 годом, предположительно по проекту инженера Н. Н. Клименко. Считается одним из первых доходных домов на Крестовском острове[3].  7831361000